# Valle San Nicolao
Valle San Nicolao é uma comuna italiana da região do Piemonte, província de Biella, com cerca de 1.141 habitantes. Estende-se por uma área de 14 km², tendo uma densidade populacional de 82 hab/km². Faz fronteira com Bioglio, Camandona, Cossato, Pettinengo, Piatto, Piedicavallo, Quaregna, Scopello (VC), Strona, Trivero, Vallanzengo, Valle Mosso.

## Demografia
| Variação demográfica do município entre 1861 e 2011                               |
|                                                                                   |
| Fonte: Istituto Nazionale di Statistica (ISTAT) - Elaboração gráfica da Wikipedia |